# Difethialone
Difethialone là một chất chống đông được sử dụng như là một thuốc diệt động vật gặm nhấm.  Nó được xem là chất thế hệ thứ hai.
Vào tháng 5 năm 2008, Cơ quan Bảo vệ Môi sinh Hoa Kỳ cấm việc dùng difethialone trong các chế phẩm diệt động vật gặm nhấm cho người tiêu dùng sử dụng và cấm việc sử dụng ra ngoài bởi các thiết bị chuyên dụng thương mại.